# Grégoire IV d'Antioche
Grégoire IV fut patriarche orthodoxe d'Antioche et de tout l'Orient de 1906 à 1928.